# Zebra (deutsche Band)
Zebra (Eigenschreibweise ZEBRA) war eine zwischen 1980 und 1989 aktive deutsche Rockband aus Halle. 1985 erweiterte sie ihr Repertoire an eigenen Liedern und Coverversionen mit Interpretationen von Liedern von Kurt Weill und Bertolt Brecht.

## Bandgeschichte
Als Nachfolger der 1976 von Rüdiger Klink gegründeten KLINK FORMATION entstand im Juli 1980 die Gruppe Zebra, die in den ersten Jahren den Jazzrock-Stil ihres Vorgängers fortsetzte. Schon 1980 stieg der Sänger Ekkehard Kind aus der Band aus und wurde durch Jim H. Knuth ersetzt.
Im Folgejahr nahm Zebra am Interpretenwettbewerb der Unterhaltungskunst der DDR in Karl-Marx-Stadt teil und produzierte kurz darauf  mit dem „Shampoo Lied“ und „Darauf kommt 's an“ erste eigene Titel beim DDR-Rundfunk. Zum weiteren Repertoire der Band gehörten neben den Eigenproduktionen Coverversionen international bekannter Sänger wie Roger Chapman und Rockbands wie Men at Work und Styx.
Nach 1983 entstanden weitere Rundfunkproduktionen, von denen drei auf dem Sampler „Kleeblatt Nr. 15“ veröffentlicht wurden. Auch bei vielen landesweiten Veranstaltungen, wie z. B. Chansontagen, Werkstattwochen oder Interpretenwettbewerben, war die Band vertreten und fiel live nicht nur durch ihre hohe musikalische Qualität auf, sondern auch durch ihre humoristischen und kabarettistischen Einlagen.
1985 erwarb die Band die Verwertungsrechte für die Lieder von Bertolt Brecht und gehörte damit zu den wenigen Interpreten – unter ihnen Gisela May und David Bowie –, die die von Kurt Weill vertonten Songs aus der Dreigroschenoper und anderen Brecht-Stücken interpretieren durften. Mit den daraus entstandenen Rock- oder Popvarianten hatte Zebra ein zweites Programm, mit welchem sie parallel zu den Rocksongs durch das Land tourten. Ein Auftritt am neuen theater Halle am 26. Mai 1986 wurde mitgeschnitten und ein halbes Jahr später unter dem Titel „Zebra live Rock - mit Brecht/Weill Songs und Balladen“ auf Schallplatte herausgebracht.

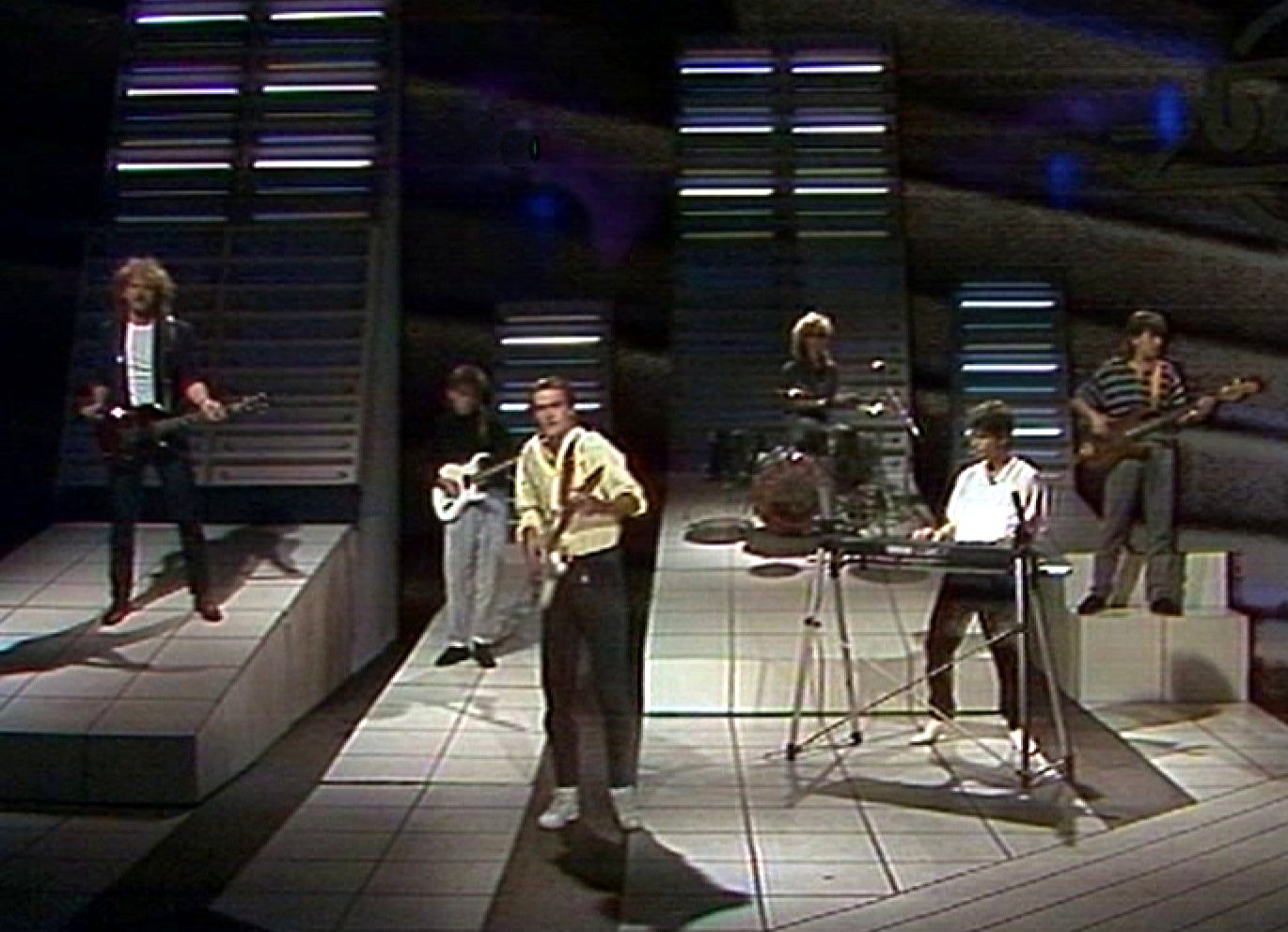
Zebra mit ihrem Lied „In jeder Nacht“ in der TV-Musiksendung Bong von 1988

1987 verließ Jim H. Knuth die Band. Für ihn kam als neuer Sänger zunächst Michael „Larry B.“ Brödel, dann kurz darauf Olaf Mehl. Zeitgleich wurde das Programm zunehmend poporientierter und vom Sound her internationaler, wovon der Titel „In jeder Nacht“ zeugt, der 1988 in der TV-Sendung Bong vorgestellt wurde. Das Vorhaben, zwölf weitere Titel dieser Art auf Platte herauszubringen, wurde vom Plattenlabel Amiga abgelehnt, weil die Stücke ausschließlich englische Texte beinhalteten.
1987 und 1988 führten jeweils sechswöchige Tourneen Zebra in die Sowjetunion, wo sie vor mehr als 150.000 Zuschauern auftrat. Spielorte waren unter anderem Baku, Jalta, Kiew, Minsk, Riga, Suchumi und Vilnius. Auf der 1988er Tour trat im Vorprogramm die Band Rosalili auf, bei denen die Söhne zweier Mitglieder der Rockband Puhdys mitspielten. Der Tourmanager war derselbe, der auch die deutsche Rockgruppe Scorpions betreute. Das Gehalt für die Konzerte wurde den Bandmitgliedern allerdings  nicht ausgezahlt, sondern jeweils auf einem Devisenkonto, dem sogenannten Genex-Konto, gesammelt und am Ende in einen Trabant-Kombi (Wert 10.000 Mark) umgewandelt. Verantwortlich für das Zebra-Management zeichnete Veronika Jarzombek, die spätere Managerin von Yvonne Catterfeld.
Nachdem Jens Streifling – der später bei der Kölner Rockband BAP spielte – erfolgreich einen Ausreiseantrag aus der DDR gestellt hatte und Elmar Schwenke zum Reservedienst bei der NVA eingezogen wurde, löste sich die Gruppe Anfang 1989 auf.

## Diskografie

### Kompilationen
- 1985: Kleeblatt Nr. 15 (Amiga)

### Alben
- 1987: Live Rock mit Brecht/Weill Songs und Balladen (Amiga)